# أمريكا الشمالية البريطانية
مصطلح «أمريكا الشمالية البريطانية» يشير إلى الأقاليم السابقة للإمبراطورية البريطانية في قارة أمريكا الشمالية. جاء أول استخدام للمصطلح بشكل غير رسمي في عام 1783 ، ولكن استخدامه كان نادرا قبل التقرير عن شؤون أمريكا الشمالية البريطانية (1839) المسمى أيضا بتقرير دورام. هذه الأراضي تشكل ما هي  كندا و شمال غرب الولايات المتحدة على ساحل المحيط الهادئ.
الإستعمار البريطاني لأمريكا الشمالية (بما في ذلك الاستعمار برعايا كلتا المملكتين الإنجليزية و الاسكتلندية ) بدأ في سنة 1607 في جيمستاون (فرجينيا)، وصل إلى ذروتها عندما المستعمرات كانت قد أسّست في جميع أنحاء الأمريكتين.

## الانقسامات السياسية
في 1775، عشية الثورة الأمريكية، تضمّنت الإمبراطورية البريطانية  20 أرض في نصف الكرة الغربي، شمال شرق من إسبانيا الجديدة. هذه المستعمرات هي:
- فلوريداس (شرق و غرب فلوريدا ، تداران بشكل منفصل)
- نيوفاوندلاند
- نوفا سكوتيا
- كيبيك
- أرض روبرت (أرض تجارة الفراء شركة خليج هدسون)
- سانت جون
- في المستعمرات الثلاثة عشر (كل واحد تدار بشكل منفصل)

بريطانيا قد اكتسبت كيبيك من فرنسا و شرق و غرب فلوريدا من إسبانيا عن طريق معاهدة باريس (1763) ، الذي أنهى حرب السنوات السبع.
الولايات المتحدة الأمريكية، على تحقق سيادتها، اكتسبت جزءا من مقاطعة كيبيك جنوب البحيرات العظمى بفضل معاهدة باريس (1783) ، وفي الوقت نفسه استولت إسبانيا على غرب فلوريدا واستعادت شرق فلوريدا.
نوفا سكوشا انقسمت إلى نوفا سكوتيا ونيو برونزويك في 1784. جزء من كيبيك احتُفظ به بعد عام 1783 قسم كندا الناطقة بالفرنسية في كندا السفلى و الناطقة باللغة الإنجليزية كندا العليا في عام 1791.
بعد حرب عام 1812 ، معاهدة 1818 أعلنت أن خط عرض 49° شمال يمثل الحدود بين الولايات المتحدة والامبراطورية البريطانية في أميركا الشمالية، من جزيرة أرض روبرت غربا إلى جبال روكي. بريطانيا تخلت على ولاية أوريغون جنوبا من خط العرض 49 ، التي كانت جزءا من قطاع كولومبيا التابع لشركة خليج هدسون، بفضل معاهدة أوريغون من عام 1846.
حدود أمريكا الشمالية البريطانية مع مين بتوضيح ويبستر-آشبورتون المعاهدة من عام 1842.
كندا كانت الولايات المتحدة في مقاطعة كندا في عام 1841.

### برمودا

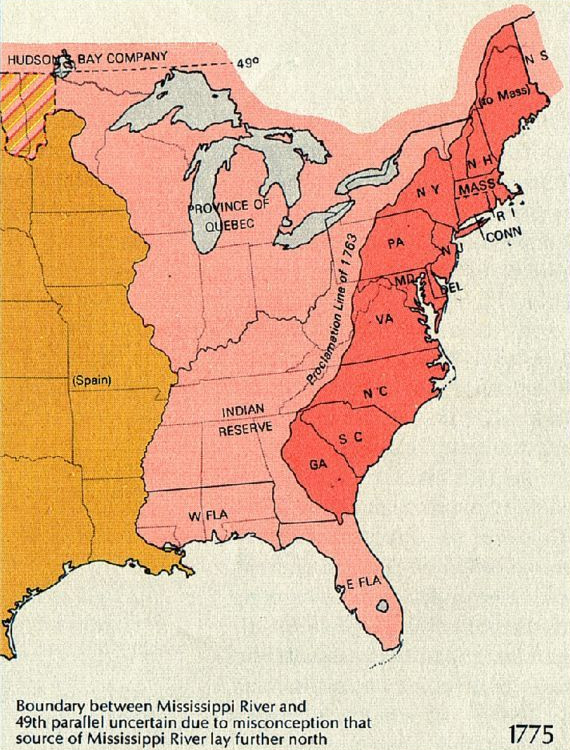
أمريكا الشمالية البريطانية في 1775. تظهر المستعمرات الثلاث عشرة باللون الأحمر.

احتلت شركة لندن، أو برمودا، منذ أن تحطمت شركتها الرئيسية سي فينشور هناك في عام 1609، وأضيف الأرخبيل رسميًا إلى أراضي الشركة في عام 1612، ثم أدارته شركة سومرز آيلز حتى عام 1684، لكنها حافظت على روابط وثيقة مع شركة لندن (التي استقرت بعد ذلك من برمودا تحت قيادة ويليام سايل في عام 1670). قامت الحكومة البريطانية في الأصل بتجميع برمودا مع أمريكا الشمالية (يقع الأرخبيل على بعد حوالي 1،035،26 كم (643 ميل) شرق وجنوب شرق كيب هاتيراس، كارولينا الشمالية (مع كيب بوينت في جزيرة هاتيراس: أقرب نقطة لليابسة)؛ 1،236 كم (768 ميل) جنوب جزيرة كيب سابل، نوفا سكوشا؛ 1،759 كم (1،093 ميل) شمال شرق كوبا، و 1،538 كم (956 ميل) شمال جزر العذراء البريطانية.
على الرغم من أن سكان برمودا، الذين تربطهم صلات قربة وثيقة وأخرى تجارية بالمستعمرات القارية الجنوبية (وخاصة فيرجينيا وكارولينا الجنوبية)، يميلون نحو المتمردين في وقت مبكر من حرب الاستقلال الأمريكية، إلا ان سيطرة البحرية المَلَكية على المحيط الأطلسي المحيط بها يعني عدم وجود احتمال لانضمام المستعمرة إلى التمرد. على الرغم من أن المتمردين تم تزويدهم بالسفن والبارود من قِبَل سكان برمودا، سرعان ما انقلب القراصنة البرموديون بقوة على شحن المتمردين. بعد اعتراف الحكومة البريطانية باستقلال المستعمرات القارية المتمردة الثلاث عشرة في عام 1783، تم تجميع برمودا إقليميًا من قِبَل الحكومة البريطانية مع المقاطعات البحرية في كندا ونيوفندلاند ولابرادور، وعلى نطاق أوسع، مع أمريكا الشمالية البريطانية.
بعد الحرب، أمضت البحرية المَلَكية عشرات السنين في رسم الحاجز المرجاني حول برمودا لاكتشاف القناة التي مكّنت الوصول إلى البحيرة الشمالية والصوت العظيم وميناء هاميلتون. بمجرد تحديد موقع ذلك، تم إنشاء قاعدة (في البداية في سانت جورج قبل بناء حوض السفن البحري المَلَكي، برمودا) في عام 1794، عندما نظّم نائب الأدميرال السير جورج موراي، القائد العام لنهر سانت لورانس الجديد وساحل أمريكا وأمريكا الشمالية ومحطة جزر الهند الغربية في عام 1813، منطقة القيادة محطة أمريكا الشمالية مرة أخرى حيث تقع جزر الهند الغربية تحت محطة جامايكا، وفي عام 1816 أعيدت تسميتها إلى محطة أمريكا الشمالية وبحيرات كندا. كان المقر الرئيسي في برمودا في البداية خلال فصل الشتاء وهاليفاكس خلال فصل الصيف (وكلاهما تم تصنيفهما على أنهما قلعتان إمبراطوريتان إلى جانب جبل طارق ومالطا)، لكن أصبحت برمودا المقر الرئيسي للمحطة على مدار العام في عام 1821، عندما تم تعيينها كمنطقة القيادة لأمريكا الشمالية ومحطة جزر الهند الغربية. تم نقل حوض السفن المَلَكي البحري هاليفاكس أخيرًا إلى البحرية المَلَكية الكندية في عام 1907.
قبل عام 1784، وضعت حامية برمودا تحت قيادة القائد العسكري الأمريكي في نيويورك خلال حرب الاستقلال الأمريكية. كان يوجد أيضًا حامية مشاة نظامية صغيرة مكونة من 1701 إلى 1768 عنصر إلى جانب الميليشيا وجزء من كتيبة الحامية المَلَكية متمركزة هناك في عام 1778، لكن تم حلّ هذه الكتيبة في برمودا في عام 1784. أعيد إنشاء الحامية العسكرية النظامية في برمودا في عام 1794 من قِبَل جزء من فوج القدم 47 التابع للجيش البريطاني، إذ قام مجلس الذخائر بإنشاء سرية من المدفعية المَلَكية هناك بعد فترة وجيزة. كان من المقرر أن تكون حامية برمودا جزءًا من قيادة نوفا سكوشا حتى عام 1869 (في عام 1815، كان الفريق السير جورج بريفوست النقيب والحاكم العام في مقاطعات كندا العليا وما فوقها وكندا السفلى ونوفا سكوشا ونيو- برونزويك والعديد من تبعياتهم وفي جزر نيوفندلاند وبرينس إدوارد وكيب بريتون وبرمودا. نائب الأدميرال من نفس، الفريق وقائد جميع قوات جلالة الملك في مقاطعتي كندا السفلى وكندا العليا المذكورتين، نوفا - سكوشا ونيو - برونزويك، والعديد من تبعياتهم، وفي جزر نيوفاوندلاند، والأمير إدوارد، وكيب بريتون، وبرمودا. أسفل قوات بريفوست، كان موظفو الجيش البريطاني في مقاطعات نوفا سكوشا ونيو برونزويك وتوابعهم، بما في ذلك جزر نيوفاوندلاند وكيب بريتون وبرينس إدوارد وبرمودا تحت قيادة الفريق السير جون كوب شيربروك. أسفل قوات شيربروك، كانت حامية برمودا تحت السيطرة الفورية لنائب حاكم برمودا، اللواء جورج هورسفورد) وتم توسيعها بشكل كبير خلال القرن التاسع عشر للدفاع عن المستعمرة كقاعدة بحرية وأيضًا لشنّ عمليات برمائية ضد الساحل الأطلسي للولايات المتحدة في أي مكان.
قامت البحرية المَلَكية والجيش البريطاني ومشاة البحرية المَلَكية وقوات مشاة البحرية الاستعمارية المتمركزة في برمودا بأعمال من هذا النوع خلال الحرب الأمريكية عام 1812، عندما تم تنظيم حصار البحرية المَلَكية لساحل المحيط الأطلسي للولايات المتحدة من برمودا (نيو إنجلاند حيث كان الدعم لحرب حكومة الولايات المتحدة ضد بريطانيا منخفضًا والتي استمرت بريطانيا في تلقي الحبوب منها لإطعام جيشها المنخرط في حرب شبه الجزيرة، تم استبعاده في البداية من هذا الحصار). في عام 1813، وصل اللفتنانت كولونيل، السير توماس سيدني بيكويث إلى برمودا لقيادة قوة استكشافية مكلفة بمداهمة ساحل المحيط الأطلسي للولايات المتحدة تحديدًا في منطقة خليج تشيزبيك. كان من المقرر أن تتألف القوة من كتيبة المشاة التي كانت في ذلك الوقت في مهمة الحامية في برمودا، وهي الفوج 102 (مع قائدها اللفتنانت كولونيل تشارلز جيمس نابير بصفته القائد الثاني) تشكيل لواء واحد مع مشاة البحرية المًلًكية ووحدة مجندة من أسرى الحرب الفرنسيين التي كانت تحت قيادة نابير إلى جانب لواء آخر تم تشكيله تحت قيادة اللفتنانت كولونيل ويليامز من مشاة البحرية المَلَكية. شاركت القوة في معركة جزيرة كراني في 22 يونيو عام 1813. كان أشهر عمل نفذته قوات من برمودا خلال الحرب هو حملة تشيزبيك، بما في ذلك حرق واشنطن انتقامًا من «التدمير الوحشي للممتلكات الخاصة على طول الشواطئ الشمالية لبحيرة إري» من قِبَل القوات الأمريكية تحت قيادة العقيد جون كامبل في مايو عام 1814، وكان أبرزها الغارة على بورت دوفر لسحب القوات الأمريكية بعيدًا عن الحدود الكندية. في عام 1828، تم تعيين معالي إيرل دالهوسي (البارون دالهوسي من قلعة دالهوسي) وفارس الصليب الأكبر لأفضل وسام عسكري، لمنصب النقيب والحاكم العام في مقاطعات كندا السفلى ما وفوقها وأعالي كندا ونوفا سكوشا ونيو برونزويك إلى جانب العديد من تبعياتهم وأيضًا لمنصب نائب الأدميرال وقائد جميع قوات جلالة الملك في المقاطعات المذكورة وفي جزر نيوفندلاند وبرينس إدوارد وبرمودا. أسفل قوات دالهوسي، كانت مقاطعات نوفا سكوشا ونيو برونزويك وتوابعها، بما في ذلك جزيرة نيوفندلاند وكيب بريتون وبرينس إدوارد وبرمودا تحت قيادة سعادة الفريق السير جيمس كيمبت.
أُلحقت كنيسة إنجلترا الراسخة في برمودا (منذ عام 1978: باسم الكنيسة الأنجليكانية في برمودا) ونيوفندلاند بكرسي نوفا سكوشا من عام 1825 وحتى عام 1839 ومن عام 1787 حتى عام 1839 على التوالي. منذ عام 1839، أصبحت جزيرة نيوفندلاند وساحل لابرادور وكذلك برمودا، أجزاءًا من أبرشية نيوفندلاند وبرمودا، حيث كان الأسقف المشترك (أوبري جورج سبنسر هو الأول) بالتناوب بين المستعمرتين. تم تأسيس مجمع برمودا منفصل في عام 1879، لكنه استمر في مشاركة أسقفه مع نيوفندلاند حتى عام 1919، عندما تم إنشاء منصب أسقف برمودا المنفصل (في عام 1949 في نيوفندلاند التي أصبحت مقاطعة في كندا، حيث أصبحت أبرشية نيوفندلاند جزءًا من الكنيسة الأنجليكانية في كندا؛ كنيسة إنجلترا في برمودا، التي أعيد تسميتها كنيسة برمودا الأنجليكانية في عام 1978، هي اليوم واحدة من ست كنائس أنجليكانية خارج المقاطعة داخل كنيسة إنجلترا يشرف عليها رئيس أساقفة كانتربري).
شملت الفئات الأخرى في وقت من الأوقات برمودا مع نوفا سكوشا أو كندا. بعد فصل كنيسة إنجلترا عن الكنيسة الكاثوليكية الرومانية، تم حظر العبادة الكاثوليكية الرومانية في إنجلترا (فيما بعد بريطانيا) ومستعمراتها بما في ذلك برمودا، حتى وضع قانون الإغاثة الكاثوليكية الرومانية عام 1791، إذ عملت بعد ذلك تحت قيود حتى القرن العشرين. بمجرد إنشاء العبادة الكاثوليكية الرومانية، شكلت برمودا جزءًا من أبرشية هاليفاكس، نوفا سكوشا حتى عام 1953، عندما تم فصلها لتصبح المحافظة الرسولية لجزر برمودا. كانت جماعة الكنيسة الأسقفية الميثودية الأفريقية الأولى في برمودا (كنيسة القديس يوحنا الأفريقية الأسقفية الميثودية، التي أقيمت في عام 1885 في أبرشية هاميلتون) جزءًا من الكنيسة الأسقفية الميثودية البريطانية في كندا.

## المستعمرات البريطانية لأمريكا الشمالية
المستعمرات التي كانت موجودة قبل توقيع 1846 ولاية أوريغون المعاهدة:
- مقاطعة كندا — (سابقا كندا العليا و  كندا السفليا)
- نيوفاوندلاند
- نوفا سكوتيا
- نيو برونزويك
- جزيرة الأمير إدوارد
- روبرت الأرض
- البريطانية القطب الشمالي الأراضي
- كولومبيا محافظة/ولاية أوريغون البلد (مشترك مع الولايات المتحدة)

## الإدارة
إلى جانب الحكومات الاستعمارية المحلية في كل مستعمرات بريطانية في أمريكا الشمالية كانت تدار مباشرة عبر لندن.
من 1783 إلى 1801 كانت تدار من قبل وزارة الداخلية من قبل وزير الداخلية  ثم من 1801 إلى عام 1854 تحت  مكتب الحرب و وزير الدولة لشؤون حرب المستعمرات. عندما مكتب الاستعمارية عاد كان تحت مسؤولية الاستعمارية الأمين.